# 雷地区圣佩尔
雷地区圣佩尔（法語：Saint-Père-en-Retz，法語發音：[sɛ̃ pɛʁ ɑ̃ ʁɛ] ⓘ）是法国大西洋卢瓦尔省的一个市镇，属于圣纳泽尔区。

## 地名
《世界地名翻译大辞典》与《世界地名译名词典》将其纯音译作“圣佩尔-昂雷斯”，不过地区名“Retz”的发音为[ʁɛ]，字母“tz”不发音，“雷斯”为误译。

## 地理
雷地区圣佩尔（47°12'25"N, 2°2'41"W）面积62.72 平方千米，位于法国卢瓦尔河地区大区大西洋卢瓦尔省，该省份为法国西北部沿海省份，位于布列塔尼半岛东南部，北起伊勒-维莱讷省，西北接莫尔比昂省，西临大西洋，南至旺代省，东临曼恩-卢瓦尔省。
与雷地区圣佩尔接壤的市镇（或旧市镇、城区）包括：科尔塞、圣布雷万莱潘、圣米歇尔谢夫谢夫、波尔尼克、绍韦、潘伯夫、圣维欧。
雷地区圣佩尔的时区为UTC+01:00、UTC+02:00（夏令时）。

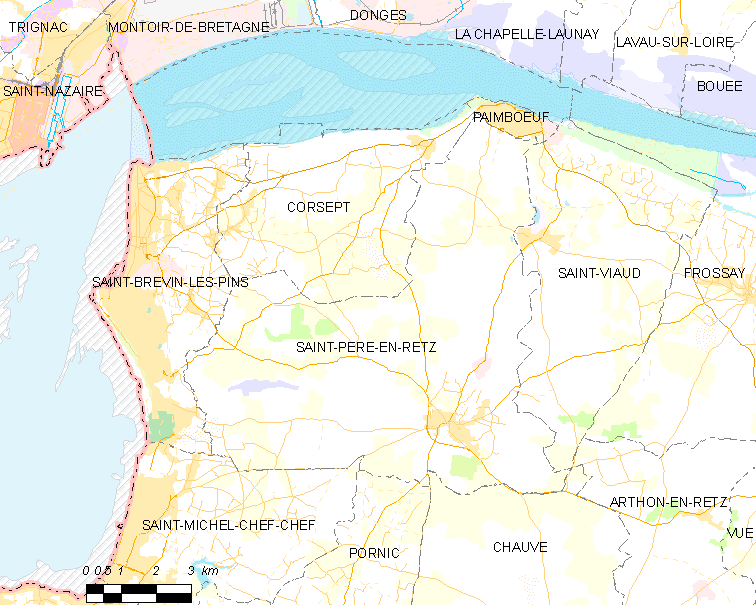
雷地区圣佩尔的OSM定位图

## 行政
雷地区圣佩尔的邮政编码为44320，INSEE市镇编码为44187。

## 政治
雷地区圣佩尔所属的省级选区为圣布雷万莱潘县。

## 人口

1962-2008年间雷地区圣佩尔人口变化图示

雷地区圣佩尔于2022年1月1日时的人口数量为4701人。